# Astrid Pany
Astrid Pany (* 9. Dezember 1975) ist eine österreichische Politikerin der SPÖ. Seit dem 1. März 2025 ist sie Abgeordnete zum Wiener Landtag und Gemeinderat.

## Leben und Beruf
Pany absolvierte ihre Ausbildung in Wien und war ab 1997 als Pädagogin tätig. Zwischen 2002 und 2007 arbeitete sie auch im sonderpädagogischen Bereich. 2011 übernahm sie die Leitung der Offenen Schule Herzmanovsky-Orlando-Gasse, von 2012 bis 2019 war sie Direktorin der Volksschule im Campus Donaufeld. Seit 2019 ist sie als Schulqualitätsmanagerin bei der Bildungsdirektion Wien tätig.

## Politische Laufbahn
Astrid Pany begann ihre politische Karriere 2015 als Bezirksrätin in Wien-Floridsdorf.
Ab 2020 war sie stellvertretende Bezirksvorsteherin.
Von 2016 bis 2022 war sie Bundessekretärin der Sozialdemokratischen Lehrenden Österreichs.
Am 1. März 2025 wurde sie als Abgeordnete zum Wiener Landtag und Gemeinderat angelobt. Sie folgte Mireille Ngosso nach.

## Weitere Engagements
Pany ist unter anderem im Museumsverein des Bezirksmuseums Floridsdorf sowie im Förderverein der Volkshochschule Floridsdorf aktiv.